# Mesochorus bocainensis
Mesochorus bocainensis är en stekelart som beskrevs av Dasch 1974. Mesochorus bocainensis ingår i släktet Mesochorus och familjen brokparasitsteklar. Inga underarter finns listade i Catalogue of Life.